# Obertura vienesa
L'obertura vienesa és una obertura d'escacs caracteritzada pels moviments:
1.e4 e5
2.Cc3
El segon moviment de les blanques és menys comú que 2.Cf3, i és d'una concepció més recent; un comentarista va escriure al New York Times el 1888 que "des de Morphy només ha nascut una obertura nova, la vienesa".
La idea original rere 2.Cc3 fou la de jugar una mena de gambit de rei diferit, amb f2–f4, tot i que en el joc modern les blanques sovint juguen més tranquil·lament (per exemple fianquetant el seu alfil de rei amb g3 i Ag2). Les negres sovint continuem amb 2...Cf6, encara que 2...Cc6 és jugable també, així com la inusual 2...Ac5 3.Cf3 d6!. L'obertura conté també la notable variant Frankenstein-Dracula (2...Cf6 3.Ac4 Cxe4), que pot ser enormement complexa.
Weaver W. Adams, qui el GM Larry Evans va descriure com a posseïdor d'una mentatalitat de "tot o res", va dir, notòriament, que l'obertura vienesa conduïa a una victòria forçada per les blanques. De tota manera, el Gran Mestre Nick de Firmian, a la 15a edició de Modern Chess Openings (MCO-15), conclou que l'obertura condueix a la igualtat amb el millor joc pels dos bàndols. Nogensmenys, l'experiència pràctica entre mestres d'escacs i jugadors de més nivell, sembla contradir aquest punt de vista i mostra que les blanques tenen un clar avantatge, ja que guanyen un 4,8% més de partides que les negres fent servir aquesta obertura.
|  |